# Chiesa di San Giovanni Battista (Noli)
La chiesa di San Giovanni Battista è un luogo di culto cattolico situato nel comune di Noli, in via Cavalieri di Malta, in provincia di Savona. La chiesa è ubicata nei pressi della Porta-torre di San Giovanni (già Porta Ovest), poco fuori dalla cinta muraria nolese.

## Storia e descrizione
Secondo le fonti storiche la struttura religiosa fu edificata dall'Ordine dei Gerosolimitani intorno ad un periodo databile al XIII secolo. La chiesa si trova ancora oggi al di fuori delle mura di Noli, presso la porta denominata per l'appunto di San Giovanni. Citata come precettoria nel 1417, probabilmente, il complesso religioso comprendeva anche un annesso ospitale per l'assistenza e ricovero dei pellegrini.
Già nel XVI secolo l'unica aula rettangolare della chiesa fu ampliata in altezza; tuttavia, i lavori di ampliamento più significativi si verificarono tra il XVII e XVIII secolo. In una planimetria del cartografo della Repubblica di Genova Matteo Vinzoni, databile al 1713, si evidenzia come la struttura avesse in quel contesto storico ancora il precedente e opposto orientamento.